# フリードランド (装甲艦)
|                    | |
| 艦歴               | |
| 発注               | ロリアン造船所 |
| 起工               | 1865年7月 |
| 進水               | 1873年10月25日 |
| 就役               | 1877年6月20日 |
| 退役               | |
| その後             | |
| 除籍               | 1904年 |
| 前級               | オセアン級 |
| 次級               | リシュリュー |
| 性能諸元（竣工時） | |
| 排水量             | 常備：8,850トン |
| 全長               | 101.1m 96.7m（水線長） |
| 全幅               | 17.7m |
| 吃水               | 9.0m |
| 機関               | 型式不明石炭専焼円缶8基 +水平2段膨張式レシプロ2基1軸推進                                                                   |
| 最大出力           | 4,500hp |
| 最大速力           | 13.5ノット(機関航行時) |
| 航続距離           | 10ノット/2,666海里 |
| 燃料               | 630トン（石炭） |
| 乗員               | 700名 |
| 兵装               | 1870年型 27 cm（18口径）単装砲8基 1870年型 14 cm（21口径）単装砲8基 47 mm回転式機関砲8～22基 35 cm水上単装魚雷発射管2～4門 |
| 装甲（鉄製）       | 舷側：180～200 mm 甲板：なし 砲郭部：150mm（平面部）                                                                       |

フリードランド  (Friedland) は、フランス海軍が建造した装甲艦である。同型艦はない。

## 概要
本艦は前級である「オセアン級」の改良型で船体の材質をすべて鉄製となった艦である。

## 艦形と武装
船体の基本形状は前級と同じく艦首水面下に衝角をもつ船体に3本のマストと中央部に1本煙突を持つ当時の一般的な装甲艦の形態である。前級で船体中央部の4箇所にあった円形のバーベットは本艦では左右1箇所ずつの2箇所に減少している。また、バーベット部には装甲は張られていない代わりに、「1870年型 27cm（18口径）砲」の門数は前級の4基の倍の8基に増加しており、舷側の砲郭部に27cm砲を左右3基ずつ配置している。これにより前後方向への火力は前級と同じ2門だが、左右方向には前級の倍の最大4門が指向できた。舷側の砲郭内には「1870年型 27cm（18口径）砲」が単装砲架で6基が左右3基ずつ配置されており、床面には円弧状のレールで27cm砲の砲架を旋回・移動させる事により、少ない砲門から砲身を出した際に砲門を支点として砲尾部を動かすことにより広い射界が得られた。
他には前級に引き続き副砲として舷側に「1870年型 14cm（21口径）砲」を単装砲架で8基を配置した。竣工後に接舷乗り込み時の戦闘用の47mm回転式5連装機関砲が単装砲架で8基から随時増設され22基まで増備された。他に対艦攻撃用に35cm単装魚雷発射管が2基から4基が搭載された。

## 機関
本艦に搭載された主機関は船体中央部の主要防御区画内部に配置した石炭専焼円缶8基に水平型2段膨張式レシプロ機関2基1軸推進の構成は変わらないが、機関技術の発達により出力は4,500馬力に向上したが船体が大型化したため速力は13.5ノットと、前級と同速力であった。燃料の石炭は630トン搭載された状態で10ノット巡航で2,666海里を航行することが出来た。

## 参考図書
「世界の艦船増刊　フランス戦艦史」(海人社)